# Chlingensperg

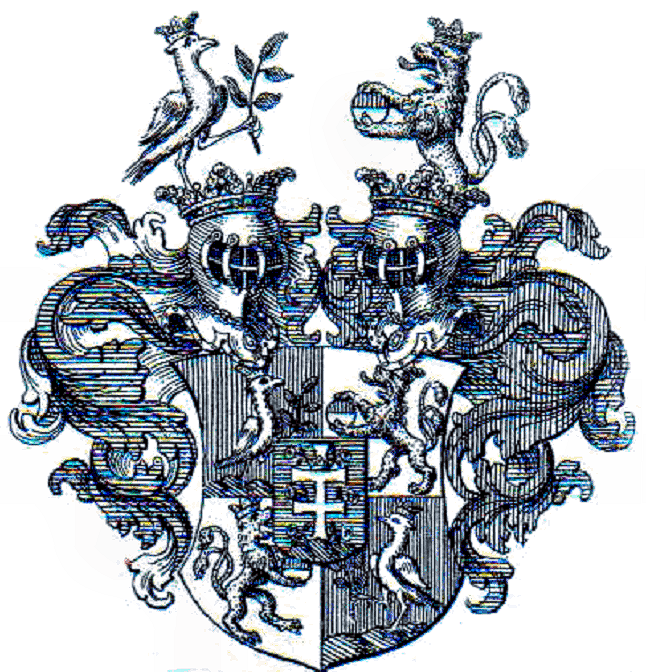
Wappen derer von Chlingensperg

Chlingensperg ist der Name eines bayerischen Adelsgeschlechts. Angehörige dieser 1693 in den Reichsadelsstand erhobenen Familie waren vor allem als  Verwaltungsbeamte, Politiker und Militärs im Dienst der Wittelsbacher tätig.

## Geschichte
Die noch heute bestehende Familie von Chlingensperg leitet ihre Herkunft vom niederbayerischen ritterbürtigen Geschlecht der Mülhaimer-Tättenpeck her. Die urkundliche Stammreihe beginnt 1532 mit Jörg Khaindl zu Lueg. Sein Nachkomme Michael Khaindl führte seit der Übernahme des Hofgutes Khlingensperg im Innviertel im Jahr 1566 den Namen Khlingensperger zu Khlingensperg.
Der in Frontenhausen geborene bayerische Rat Christoph Chlingensperger (1651–1720)  erlangte als Rechtsprofessor an der Landesuniversität Ingolstadt durch ein Diplom vom 27. Oktober 1693 von Kaiser Leopold I. den rittermäßigen Reichsadel mit Wappenbesserung, worauf die kurbayerische Ausschreibung des kaiserlichen Gnadenaktes am 11. August 1728 erfolgte.
Martin Gottlieb von Chlingensperg trat 1745 an Stelle seines verstorbenen Bruders Christoph Sebastian als Hofrat und Mitglied des Geistlichen Rates zu München in den bayerischen Staatsdienst ein. 1748 heiratete er Maria Josepha Walburga von Löchel, die Tochter des kaiserlichen Rates und Leibmedikus Löchel. Martin Gottlieb von Chlingensperg starb 1768 nach 41 Dienstjahren und hinterließ drei Söhne:
- Joseph Maria Bernhard von Chlingensperg auf Schönhofen und Berg (1749–1811) wurde ebenfalls Beamter und diente als Appellations- und Geheimer Rat in München. Er war auf Schloss Berg ob Landshut ansässig.
- Gottlieb Franz Maria von Chlingensperg (1751–1820) schlug die militärische Laufbahn ein. Er heiratete Maria Constantia von Hackledt und wurde dadurch Herr von Schloss Wimhub und Schloss Brunnthal im Innviertel.
- Benno Maria Franziskus de Paula von Chlingensperg auf Berg (1761–1840) schloss 1791 auf Schloss Regenpeilstein die Ehe mit Maria Therese von Schott, der zweiten Tochter des Franz Peter von Schott auf Regenpeilstein (1732–1806).

Sowohl Joseph (1749–1811) als auch Benno (1761–1840) hinterließen Nachkommen, von denen die beiden heutigen Linien des Geschlechtes abstammen. In die Adelsklasse der bayerischen Adelsmatrikel wurden die Chlingensperg am 16. März 1810 immatrikuliert.

## Besitzungen
Da die Chlingensperg vor allem als  Verwaltungsbeamte, Politiker und Militärs tätig waren, spielte Grundbesitz nur eine nachgeordnete Rolle. Einzelne Personen verfügten jedoch zeitweise über erheblichen Güterbesitz, so etwa Gottlieb Franz Maria von Chlingensperg (1751–1820), der durch seine Ehe mit Maria Constantia von Hackledt zum Inhaber von Schloss Wimhub und Schloss Brunnthal im Innviertel wurde. Sein Bruder Joseph Maria Bernhard von Chlingensperg (1749–1811) war auf Schönhofen und Berg ob Landshut ansässig. Schloss Berg gehörte der Familie noch im 20. Jahrhundert.
Im 18. Jahrhundert hatten die Chlingensperg auch in Germering größeren Grundbesitz, außerdem besaß die Familie bis 1856 auch das "Adelmannschloss" in Landshut. Es gelangte durch die Heirat an das Geschlecht der Adelmann von Adelmannsfelden (Zweig Hohenstadt) und wurde von diesen 1935 verkauft.

## Wappen

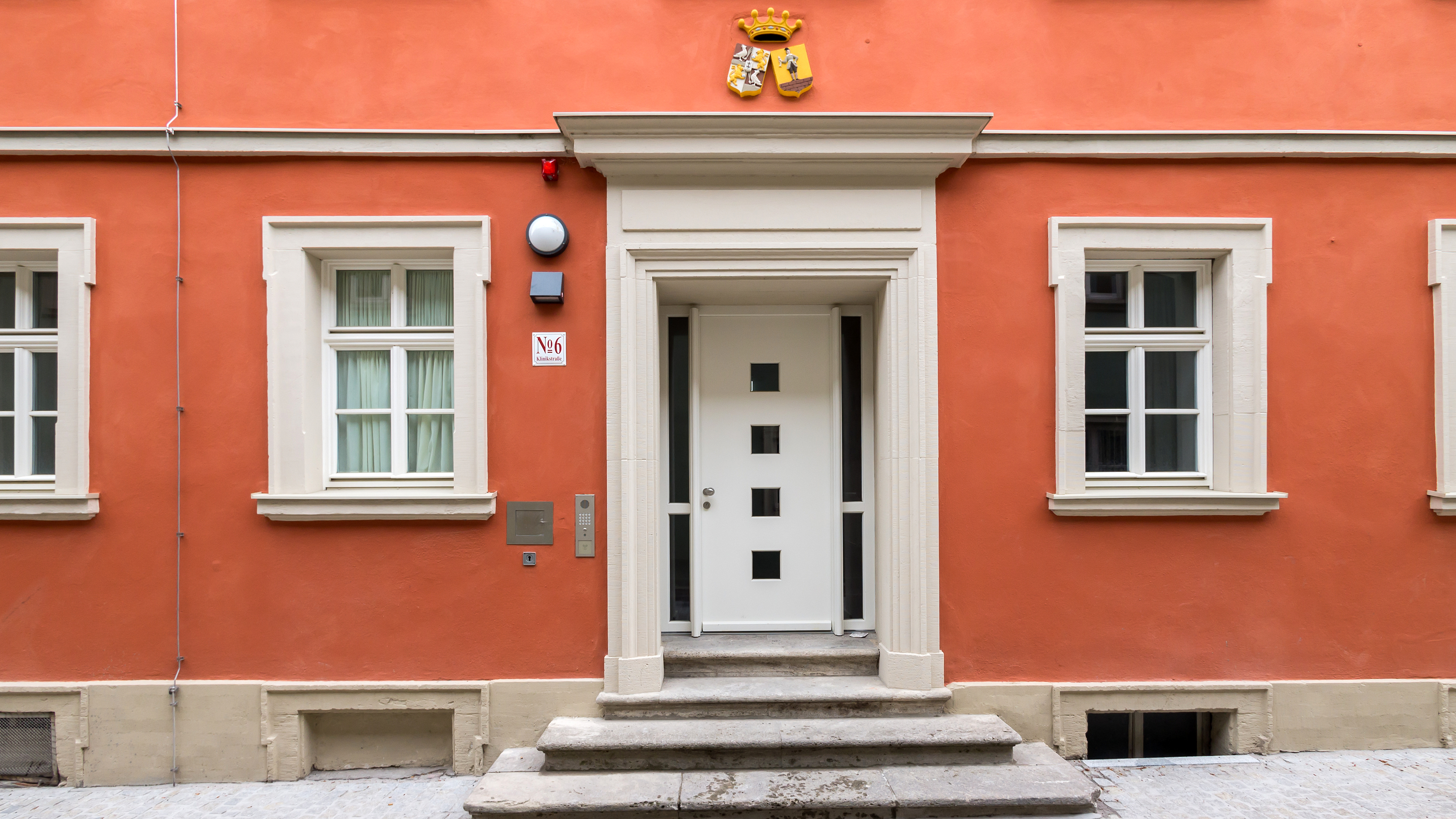
Das Allianzwappen der Chlingensperg auf Berg und der Welz am sogenannten Welzhaus, in dem Robert Ritter von Welz, dessen Mutter Josephine von Chlingensperg war, eine Augenklinik betrieb

Das Stammwappen der Herren von Chlingensperg zeigte in Rot auf grünem Dreiberg eine silberne Taube. Gekrönter Helm, darauf die Taube. Decken: blau-silbern.
Das im Diplom vom 27 Oktober 1693 von Kaiser Leopold I. verliehene Wappen war geviert mit Mittelschild: Im blauen Mittelschild auf grünem Hügel ein aufgerichtetes, silbernes Patriarchenkreuz, welches von zwei grünen Zweigen mit roten Rosen beseitet ist. 1 und 4 in Rot auf grünem Hügel eine einwärts gekehrte, gekrönte, silberne Taube, welche, im ersten Feld mit der linken, im 4. mit der rechten Klaue einen grünen Palmzweig emporhält. 2 und 3 in Silber ein einwärtsgekehrter, gekrönter, doppelt geschweifter, goldener Löwe, welcher mit beiden Vorderpranken eine von Rot und Silber quer geteilte Kugel oder Scheibe hält. Auf dem Schilde stehen zwei gekrönte Helme. Der rechte Helm trägt die Taube des 1. und 4. Feldes mit dem Palmzweig, und aus dem linken wächst der Löwe des 2. und 3. Feldes mit der Kugel auf. Die Helmdecken sind rechts blau und silbern, links blau und rot.
Das 1981 geschaffene Wappen von Germering zeigt einen roten Löwen auf weißem Grund. Er wurde vom Wappen derer von Hufnagel und Chlingensperg entnommen, die im 17. und 18. Jahrhundert unter anderem mit dem Gut Wandlheim über größeren Grundbesitz verfügten.

## Bedeutende Personen
- Anton Chlingensperg auf Berg (1685–1755), Rechtsgelehrter
- Christoph von Chlingensperg (1651–1720) war ein bedeutender Jurist und Rechtsprofessor an der bayerischen Landesuniversität in Ingolstadt. Er erhielt am 27. Oktober vom Kaiser Leopold I. 1693 den rittermäßigen Reichsadel mit Wappenbesserung.
- Maximilian Benno Peter von Chlingensperg war Verfasser des Werkes Das Königreich Bayern..., das von Johann Poppel illustriert wurde und 1846 in München im Verlag Georg Franz erschien (Digitalisat).
- Max Anton Beat von Chlingensperg-Berg (1841–1927) erforschte zwischen 1884 und 1888 ein umfangreiches germanisches Gräberfeld in Kirchberg (Bad Reichenhall). Er identifizierte dabei 525 Reihengräber und datierte die Funde auf die Zeit zwischen dem frühen 6. Jahrhundert und dem späten 7. Jahrhundert. Da viele der Gräber durch Grabräuber zerstört wurden, war die Bestandsaufnahme nur schwer durchzuführen. Bei einem Vortrag zeigte sich Kaiser Wilhelm II. so begeistert über die Funde, dass er sie für 30.000 Goldmark erwarb und sie dem Berliner Museum für Völkerkunde überließ. Von den damaligen 658 Fundstücken sind heute noch 255 erhalten, der Rest gilt seit dem Zweiten Weltkrieg als verschollen. Zwischen 1890 und 1892 erforschte er bronzezeitliche und römische Siedlungen im Langackertal, das sich unweit der Funde von Kirchberg befindet.
- Friedrich Maximilian Anton von Chlingensperg-Berg (1860–1944) machte sich als Verwaltungsjurist und Regierungspräsident der Rheinpfalz einen Namen. Im Ruhestand betätigte er sich als Heimat- und Adelsforscher.
- Max von Chlingensperg war 1853 bis 1855 Kreisbaurat in Speyer.
- Rudolf von Chlingensperg war Alpinist und Flugzeugkonstrukteur und starb 1945.
- Adelheid von Chlingensperg (1887–1944) war Malerin. Sie gehörte der Künstlergilde Salzkammergut an und schuf unter anderem das Altarbild der Hubertuskapelle (Ostrachtal). Sie wurde 1944 im KZ Auschwitz ermordet.

## Genealogie (Auszug)
I. Linie, katholischer Konfession, stammt ab von Joseph Maria Bernhard von  Chlingensperg auf Schönhofen und Berg (* 11. Februar 1749; † 1. März 1811)
II. Linie, katholischer Konfession, stammt ab von Benno Maria Franziskus de Paula von Chlingensperg auf Berg (* 23. Februar 1761; † 2. Juli 1840) ⚭ Maria Therese von Schott, 2. Tochter des Franz Peter von Schott auf Regenpeilstein (1732–1806):
1. Beatus Maximilian Philipp Nerius von Chlingensperg (* 1797 in Amberg; † 1884 in Regensburg) ⚭ Amalie Maria Strohamer (* 1804 in Passau; † 1892 in Passau), und hatte aus dieser Ehe drei Söhne:
  1. Anton Benno Beatus Maximilian von Chlingensperg (* 1829 in Passau; † 1895 in Frankenthal) ⚭ 1859 (Speyer) Emilie Mattern (* 1837 in Speyer; † 1925 in München), und hatte aus dieser Ehe drei Kinder:
    1. Friedrich Maximilian Anton von Chlingensperg (* 10. Februar 1860 in Winnweiler/Rheinpfalz; † 13. März 1944 in Landshut-Berg), ⚭ 1888 (Kusel/Rheinpfalz) Klementine Amalie Benzino (* 1866 in Kusel; † 1947 in München), Mitbesitzerin des Gutes Kusel, und hatte aus dieser Ehe drei Kinder, von denen zwei Söhne unvermählt und kinderlos im Ersten Weltkrieg fielen:
      1. Christoph Eberhard Ludwig Adam von Chlingensperg (* 1890 in Griesbach im Rottal; † 1914 in Vermandovillers/Nordfrankreich), königlich bayerischer  Leutnant
      2. Gertraud Emilie Klementine von Chlingensperg (* 1892 in Augsburg; † 1983 in München-Ottobrunn) ⚭ 1920 (Speyer) Maximilian Graf von Armansperg (* 1889 in Regensburg; † 1948 in München), die Kinder aus dieser Ehe zählen zur Familie der Grafen Armansperg.
      3. Ulrich Wolfram Heinrich August von Chlingensperg (* 1893 in Augsburg; † 1917 in Gheluvelt/Flandern), Student der Landwirtschaft

    2. Natalie Emilie von Chlingensperg (* 1864 in Frankenthal; † 1957 in München) ⚭ 1889 (Frankenthal) Friedrich Troß (Fabrikdirektor, * 1885 in Mannheim; † 1933 in Obertürkheim). Ihr Sohn war Dr. Erich Troß, der vor dem Ersten Weltkrieg zusammen mit seinem Onkel Friedrich von Chlingensperg (1860–1944) historische Forschungen zur Familiengeschichte anstellte.
    3. Emil Anton von Chlingensperg (* 1868 in Frankenthal; † 1945 in Seefeld) ⚭ 1901 (München) Antonie Elisabeth Woerner (* 1881; † 1955)

  2. Julius Anton Benno von Chlingensperg (* 1835 in Passau; † 1914 in Regensburg)
  3. Max Anton Beat von Chlingensperg (* 1841 in Regensburg; † 1927 in Gars am Inn),  erforschte zwischen 1884 und 1888 das germanische Gräberfeld von Kirchberg (Bad Reichenhall).